# Africa Sports d'Abidjan
Africa Sports d'Abidjan is een voetbalclub uit Abidjan, Ivoorkust. De club werd in 1948 opgericht. In de jaren 70 en 80 domineerde de club het Ivoriaanse voetbal. Ze werden inmiddels 17x landskampioen en wonnen 15x de beker.

## Erelijst
- Landskampioen

1967, 1968, 1971, 1977, 1978, 1982, 1983, 1985, 1986, 1987, 1988, 1989, 1996, 1999, 2007, 2008, 2011
- Beker van Ivoorkust

winnaar in 1961, 1962, 1964, 1977, 1978, 1979, 1981, 1982, 1985, 1986, 1989, 1993, 1998, 2002, 2009
finalist in 1962, 1969, 1974, 1994, 1996, 1997, 2003
- Supercup

winnaar in 1979 ,1981, 1982, 1986, 1987, 1988, 1989, 1991, 1993, 2003
- CAF Beker der Bekerwinnaars

winnaar in 1992, 1999
finalist in 1980, 1993
- CAF Supercup

winnaar in 1992
finalist in 1999
- UFOA Cup

winnaar in 1985, 1986, 1991
- Beker van Frans-West-Afrika

winnaar in 1958
finalist in 1957

## Bekende (oud-)spelers
- Kossi Agassa
- Emmanuel Kenmogne
- Roger Lukaku

AFAD Djékanou - Lys FC Sassandra - ASEC Mimosas - FC San-Pédro - FC Mouna - Africa Sports d'Abidjan - SOL FC - AS Denguélé - Société Omnisports de l'Armée - Bouaké FC - Stade d'Abidjan - FC Olympic Sport d'Abobo - Stella Club d'Adjamé - Zoman FC - Racing Club d'Abidjan - CO Korhogo